# 王逸
王 逸（おう いつ、生没年不詳）は、後漢の官僚・文人。『楚辞』の注釈である『楚辞章句』の著者として知られる。字は叔師。本貫は南郡宜城県。

## 経歴
後漢の安帝の元初年間、上計吏に挙げられたのち、校書郎となった。この時、『楚辞』の整理とその注釈である『楚辞章句』の執筆を行い、世に広まった。同時に、『東観漢記』の編纂にも従事した。
順帝の時に侍中となり、その後豫章太守となった。彼によって著された賦・誄・書・論および雑文は、合わせて21篇あり、他に漢詩123篇を作った。また『正部論』や『斉典』を編纂した。また、のちに彼の文集が作られた。
子の王延寿は字を文考といい、若くして魯国に遊んで「霊光殿賦」を作ったが、後に二十数歳で溺水死した。

### 伝記資料
- 『後漢書』巻80上 列伝第70上

### 研究
- 小南一郎「王逸「楚辞章句」をめぐって--漢代章句の学の一側面」『東方学報』第63巻、京都大學人文科學研究所、1991年。 NAID 110000282402。